# Dreptes thomensis
La nettarinia gigante di São Tomé (Dreptes thomensis (Barboza du Bocage, 1889)) è un uccello della famiglia Nectariniidae. È l'unica specie nota del genere Dreptes Reichenow, 1914.

## Conservazione
La Lista rossa IUCN classifica Dreptes thomensis come specie vulnerabile  (Vulnerable).